# Obobogo
Pour les articles homonymes, voir Obobogo (homonymie).
Obobogo est un quartier du Nord-est de la ville de Yaoundé au Cameroun situé dans l’arrondissement de Yaoundé 3.

## Histoire
Contrairement aux autres lieux qui tirent leur nom d’un cours d’eau, Obobogo doit son appellation aux travaux forcés qui ont marqué la période coloniale à Yaoundé dans les années 1914. Le toponyme Obobogo est dérivé du verbe bog qui veut dire « couver, protéger ». Le chef supérieur des Ewondo et des Bene Charles Atangana protégeait ses alliés angog contre tous ces travaux forcés tels que l'exploitation des grandes plantations, l'extraction de l'or, la construction des infrastructures ferroviaires, routières etc. ce qui poussa à la déportation de nombreuses tribus Mvog Ntigi, Mvog Efa, Baba, Ndong, Edzoa désireuses bénéficier du même traitement de faveur.

## Étymologie
« Obobogo » d'appellations originelles Angog / Elif Otele Ndugu / Elig Etundi Abaa qui signifient le nichoir / le couvoir.

## Population
Obobogo regorge en grande partie des autochtones Ewondo. Cosmopolite de par son histoire, Obobogo est voisin à plusieurs zones voisines telles qu'Ahala, Nsam, Efoulan, Nsimeyong.
Elle comptait une population de plus de 16 921 habitants en majorité féminine en 2005.

## Santé

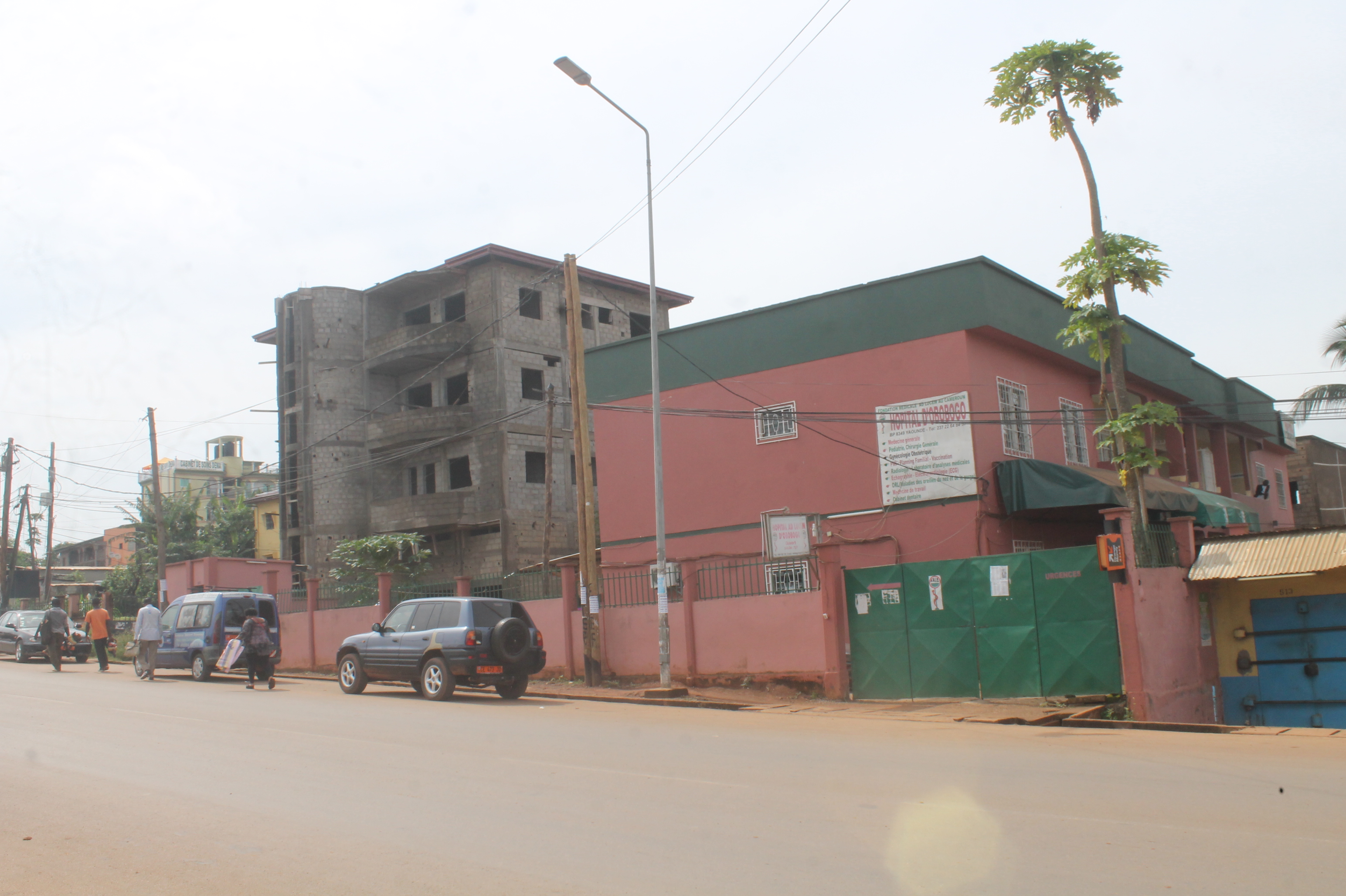
Hôpital AD Lucem d'Obobogo

Pour les besoins sanitaires, on y trouve l’hôpital de district AD LUCEM situé non loin du carrefour.

## Activités économiques
Les activités économiques sont dynamiques et variées au quartier Obobogo. Entre autres, snack-bars, de ventes à emporter, de commerces généraux et de stations-services.